# Leopoldshöhe
Leopoldshöhe (plattdeutsch: Höchte) ist eine Gemeinde im Kreis Lippe. Sie liegt zentral in Ostwestfalen-Lippe, einer Region im Nordosten des Landes Nordrhein-Westfalen, und grenzt im Westen an die kreisfreie Stadt Bielefeld.

## Geografie

### Geografische Lage

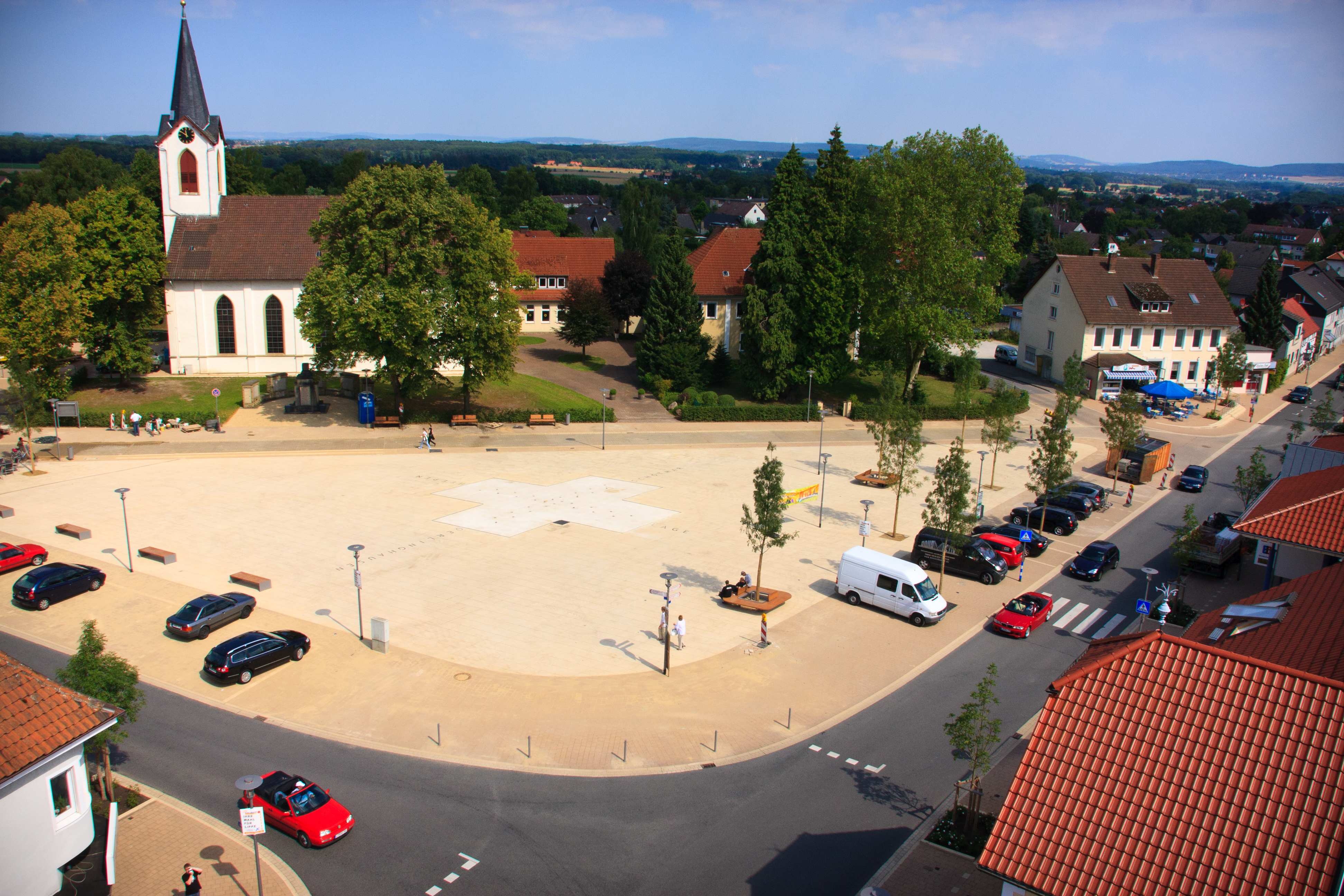
Der Marktplatz von Leopoldshöhe im Vordergrund, links neben der ev.-ref. Kirche das Gemeindehaus und das Pfarrhaus

Der Hauptort Leopoldshöhe liegt etwa im Mittelpunkt zwischen den Städten Bielefeld, Bad Salzuflen, Lage und Oerlinghausen. Die höchste Erhebung befindet sich im äußersten Südwesten des Gemeindegebietes mit dem Merkslohberg im Bereich des Osning mit einer Höhe von 246,4 m ü. NHN. Der tiefste Punkt der Gemeinde liegt im äußersten Nordosten des Gemeindegebietes im Ortsteil Krentrup unmittelbar in der Nähe der Einmündung des Siekbachs in die Werre auf 81,3 m ü. NHN. Der Ortsteil Leopoldshöhe, der der Großgemeinde ihren Namen gegeben hat, liegt in etwa im Zentrum und ist mit 1,8 km² der kleinste der acht Ortsteile.
Das Gemeindegebiet wird über die Windwehe, Heipker Bach, Bentgraben (teilweise „Eselsbach“ genannt) und Siekbach über die Werre zur Weser entwässert.

### Geologie

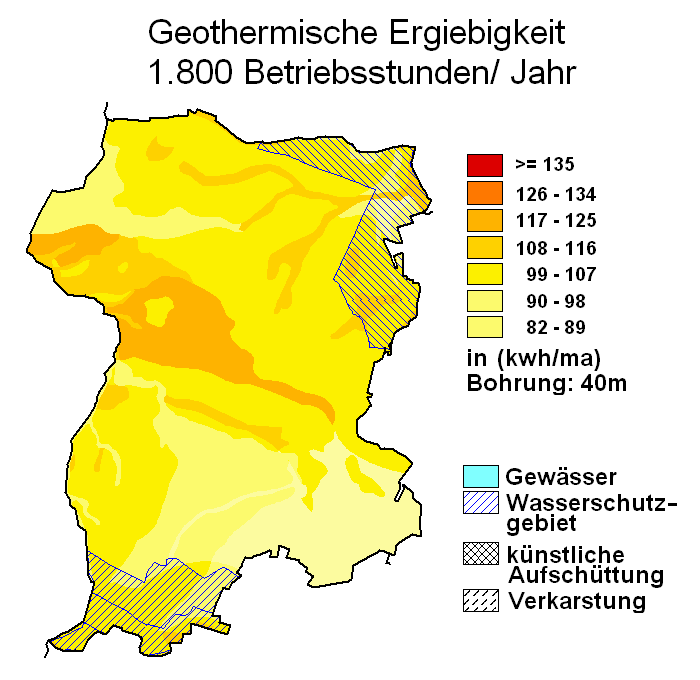
Geothermische Karte von Leopoldshöhe

Das Gemeindegebiet geht von Süden nach Norden naturräumlich vom Bielefelder Osning-Vorland in das Ravensberger Hügelland über.
Im Untergrund finden sich Festgesteine des Erdmittelalters und die geologisch älteren Schichten des Keupers. Zum Teutoburger Wald hin finden sich Kalksteine des Muschelkalkes. Eiszeitlicher Geschiebemergel und Löß verhüllen zumindest teilweise die Tonsteine des Lias. Die Tonsteine sind etwa 100 Meter stark. Das darunter liegende Grundwasser ist versalzt, insbesondere durch Sulfate. Nach Osten hin fällt Trochitenkalk in die Tonschicht und bietet die Möglichkeiten zur Trinkwasserversorgung. Der Kalk ist teilweise als Werkstoff abgebaut worden, die Tonsteine dienen als Ziegelrohstoff.
Leopoldshöhe eignet sich mittelmäßig bis gut, zum Teil sehr gut, zur Nutzung von geothermischen Wärmequellen mittels Erdwärmesonde und zur Wärmegewinnung durch Wärmepumpenheizungen (vgl. dazu die nebenstehende Karte).

### Ausdehnung und Nutzung des Gemeindegebiets
Das Gemeindegebiet umfasst 36,92 Quadratkilometer, es misst circa 5,5 Kilometer in der Ost-West-Ausdehnung und ca. 8 Kilometer in der Nord-Süd-Ausdehnung. Der Merkslohberg ist mit 254,5 m ü. NHN der höchste Punkt der Gemeinde; der tiefste Punkt liegt auf 81,3 m ü. NHN an der Werre im Norden des Ortsteils Krentrup.
Das Gebiet von Leopoldshöhe ist einerseits aufgrund der räumlichen Nähe zur Großstadt Bielefeld durch Wohnbebauung und Verkehrsflächen, andererseits aufgrund seiner Tradition durch landwirtschaftliche Nutzung geprägt. Waldflächen sind nur unterdurchschnittlich vorhanden.
Seit 1996 wird der Wohnbau durch den Rat der Gemeinde mit Hilfe der Leopoldshöher Immobilien- und Liegenschaftsverwaltung (LIL) gesteuert. Ziel ist es, jungen Familien preiswertes Wohnbauland zur Verfügung zu stellen. Neue Wohnbauflächen werden seither nur noch dort ausgewiesen, wo sich die überwiegenden Flächen im Eigentum der LIL befinden.
Die Flächennutzung ist der folgenden Tabelle zu entnehmen:
| Fläche nach Nutzungsart       | Fläche in ha | Anteil an Gesamtfläche |
| ----------------------------- | ------------ | ---------------------- |
| Landwirtschaftsfläche         | 2483         | 67,2 %                 |
| Waldfläche                    | 0329         | 08,9 %                 |
| Siedlungs- und Verkehrsfläche | 0846         | 22,9 %                 |
| Wasserfläche                  | 0028         | 00,8 %                 |
| sonstige Nutzung              | 0007         | 00,2 %                 |

Stand: 31. Dezember 2007

### Nachbargemeinden
|           |                                             | Bad Salzuflen |
| Bielefeld | Kompassrose, die auf Nachbargemeinden zeigt | Lage          |
|           | Oerlinghausen                               |               |

Die Gemeinde grenzt (im Uhrzeigersinn) an die Städte Bad Salzuflen (Ortsteile Lockhausen, Wülfer-Bexten und Holzhausen), Lage, Oerlinghausen (alle im Kreis Lippe) und Bielefeld. Aus Bielefeld grenzen die Stadtbezirke Heepen mit dem Stadtteil Brönninghausen sowie Stieghorst mit den Stadtteilen Ubbedissen und Lämershagen-Gräfinghagen an Leopoldshöher Gebiet.

### Gemeindegliederung

Ortsteile von Leopoldshöhe

Das Gemeindegebiet gliedert sich in acht Ortsteile. Bis zur Gemeindereform von 1969 waren diese eigenständige Gemeinden.
| Ortschaft                                 | Einwohner |
| ----------------------------------------- | --------- |
| Asemissen                                 | 3241      |
| Bechterdissen                             | 1992      |
| Bexterhagen                               | 0576      |
| Greste                                    | 3174      |
| Krentrup (mit Heipke und Krentruperhagen) | 0821      |
| Leopoldshöhe                              | 4192      |
| Nienhagen                                 | 0673      |
| Schuckenbaum                              | 1981      |

## Geschichte

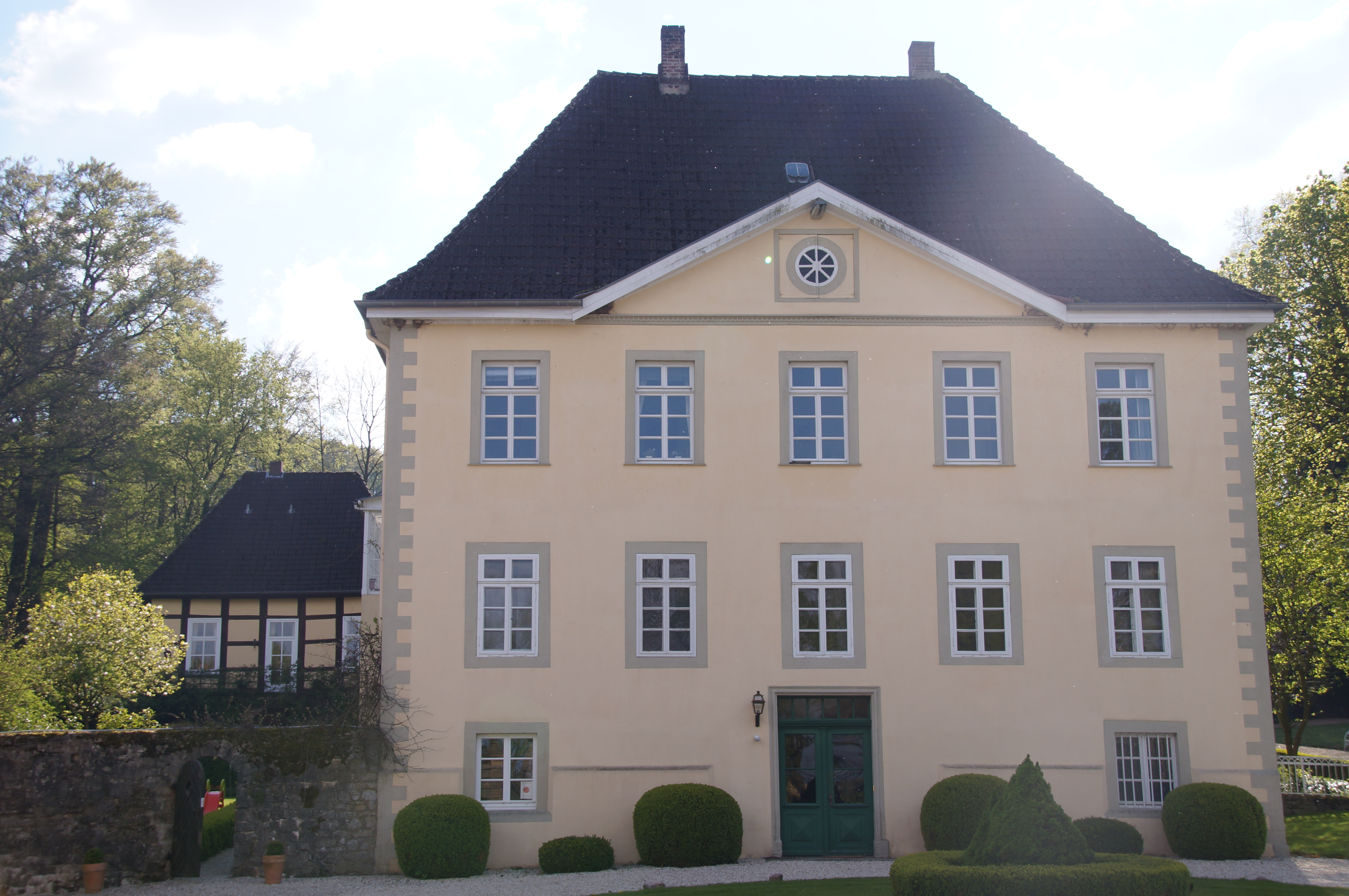
Gutshof Niederbarkhausen in Asemissen

Das Gebiet der Gemeinde Leopoldshöhe war vermutlich bereits vor rund 2000 Jahren bewohnt; dafür sprechen Siedlungsreste in Bechterdissen, die auf die Cheruskerzeit datiert wurden. Siedlungen, die um das Jahr 500 bereits bestanden haben, sind in Greste und das Gut Milse in Bechterdissen. Ausgehend von der Endung „-trup“ (= Dorf) wird heute angenommen, dass Krentrup seinen Namen im frühen Mittelalter bereits vor dem Jahr 800 erhalten hat. Diese Endung wird nach überwiegender Auffassung älter eingeschätzt als die Endung „-hausen“ und die aus „-hausen“ entstandene Endung „-issen“.
Die erste urkundliche Erwähnung des Gebietes stammt vom 25. Mai 1036. In der Busdorf-Urkunde wird belegt, dass der Bischof Meinwerk von Paderborn dem Kanonikerstift Busdorf unter anderem den Haupthof Niederbarkhausen im heutigen Leopoldshöher Ortsteil Asemissen mit den dazugehörigen Vorwerken Eckendorf im heutigen Leopoldshöher Ortsteil Schuckenbaum, den Hof Oerlinghausen, das Gut Menkhausen (heute Oerlinghausen), den späteren Meierhof zu Heepen sowie den späteren Meierhof Borgsen in Brackwede zum Lehen übergibt.
Die Besiedlung bestand zunächst aus großbäuerlichen Einzel- und Doppelhöfen sowie aus einzelnen bereits etwas größeren Höfeweilern; im späteren Mittelalter wurde zwischen diesen Höfen zunehmend Land erschlossen, auf dem dann die kleineren Kötterhöfe entstanden.
Erste urkundliche Erwähnungen der heutigen Leopoldshöher Ortsteile, die 1841 aus den bisherigen Bauerschaften entstanden, fanden in folgenden Jahren statt:
- 1289 Krentrup[11]
- 1338 Asemissen[12]
- 1488 Greste (Meier zu Ermgassen erwähnt 1395[13])

- circa 1500 Bechterdissen[14]
- circa 1500 Schuckenbaum[14]

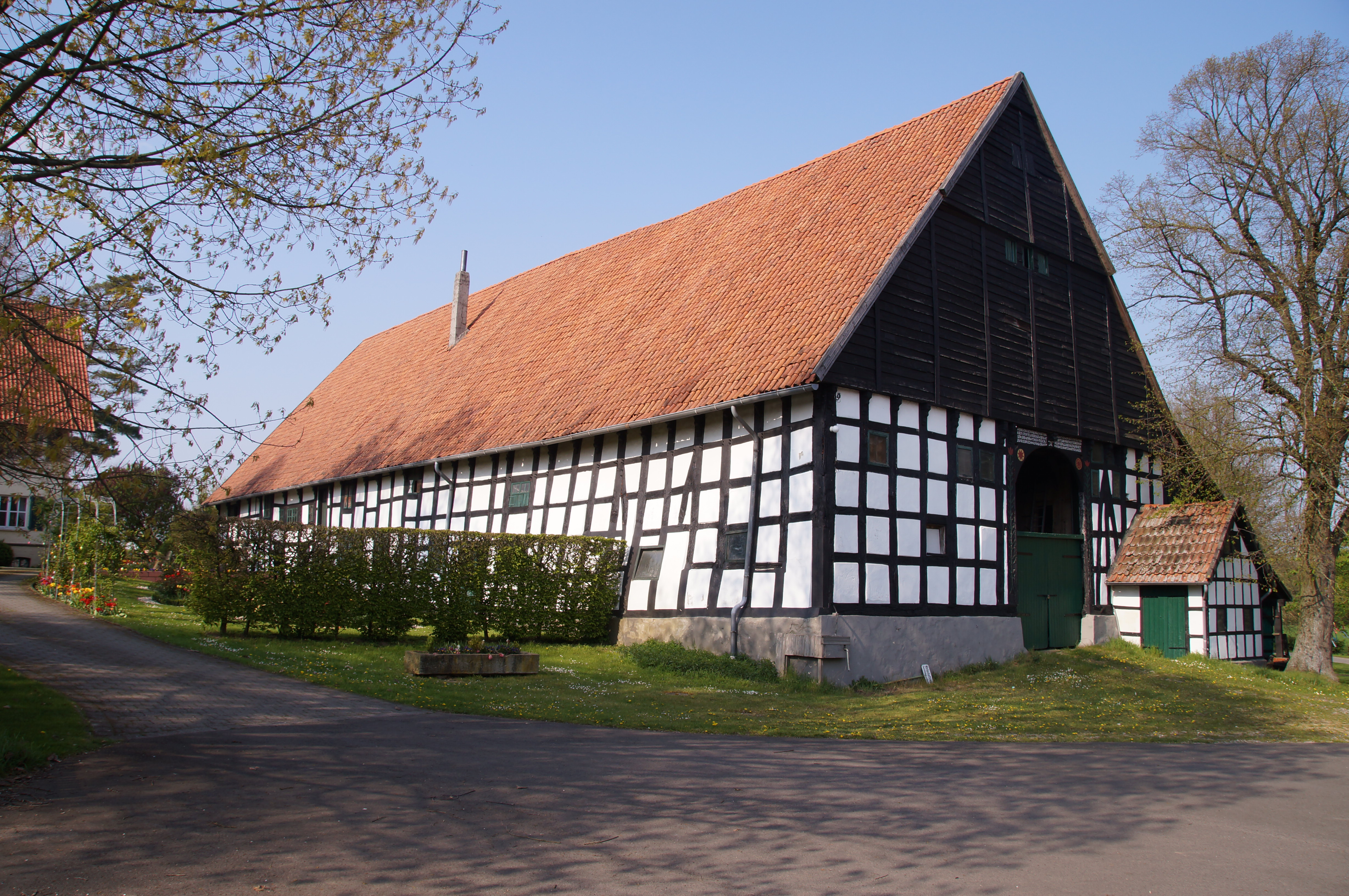
Schafscheune auf dem Hof Ermgassen in Greste

Hagensiedlungen wie zum Beispiel Nienhagen, Bexterhagen, Schuckenhagen oder Mackenbruch (erwähnt im Landschatzregister von 1467) entstanden im Hochmittelalter, also etwa von der Mitte des 11. Jahrhunderts bis zur Mitte des 13. Jahrhunderts.
Weitere Orte, die früh urkundlich erwähnt wurden, sind:
- 1194 Gut Milse in Bechterdissen[10]
- 1251 Gut Hovedissen[10]
- 1387 Bexterhagen[10]
- 1421 Evenhausen[10]

Um 1500 war in den Ämtern Oerlinghausen und Schötmar eine größere Zahl Höfe anzutreffen als in anderen Teilen Lippes. Zu diesen Ämtern gehörte auch das heutige Gemeindegebiet. Größere Teile des heutigen Gemeindegebietes mit den Siedlungen Rosenhagen, Hakenheide, Krentruperhagen, Bexterhagen-Nienhagen gehörten zum Zehntbezirk der Villikation Iggenhausen des Klosters Corvey.
Während der Eversteinschen Fehde (1403 bis 1407) wurden besonders die Höfe im Süden der heutigen Gemeinde arg in Mitleidenschaft gezogen. Später fanden unter anderem im Dreißigjährigen Krieg und im Siebenjährigen Krieg verheerende Plünderungen durchziehender Truppen statt.
Die niedere Gerichtsbarkeit und die Verwaltung hingegen waren zwischen den belehnten Amtsmeiern in Niederbarkhausen und Heerse bzw. Bexten aufgeteilt.
Um 1700 werden in dem Gebiet die adeligen Güter Dahlhausen, Eckendorf, Schackenburg, Schuckenhagen und Hovedissen sowie die Bauerschaften Asemissen, Bechterdissen, Greste-Evenhausen, Hovedissen, Nienhagen, Eckendorf und Bexterhagen in einer gedruckten Schrift erwähnt.
Das Kirchdorf Leopoldshöhe selbst wurde hingegen erst 1850/51 auf einer Anhöhe im Bereich von Krentrup und Hovedissen in gleicher Entfernung zu den Kirchen in Schötmar, Oerlinghausen und Heepen gegründet, um den Bewohnern der umliegenden Höfe den Kirchgang zu erleichtern. Der lippische Fürst Leopold II. verlieh ihm bei der Einweihung der neuen Kirche den Namen „Leopoldshöhe“. Am 1. September 1921 wurde der zu diesem Zeitpunkt etwa 800 Einwohner zählende Ort eine eigenständige Gemeinde, die aus Teilen der aufgelösten Gemeinde Hovedissen und Teilen der Gemeinde Greste gebildet wurde. Somit ist die politische Gemeinde jünger als die Kirchengemeinde Leopoldshöhe.
Der Nationalsozialismus traf in den Leopoldshöher Gemeinden auf geteiltes Echo: Während die NSDAP in der damaligen Gemeinde Leopoldshöhe zumeist überdurchschnittliche Ergebnisse erzielte, erhielt sie in der Gemeinde Asemissen noch bei der lippischen Landtagswahl 1933 nur 22 Prozent – weniger als die Hälfte des Ergebnisses der SPD. Aus den südlichen Kleingemeinden sind denn auch zahlreiche Akte des „kleinen Widerstands“ überliefert – etwa Vandalismus gegen NSDAP-Symbole.

### Religionen

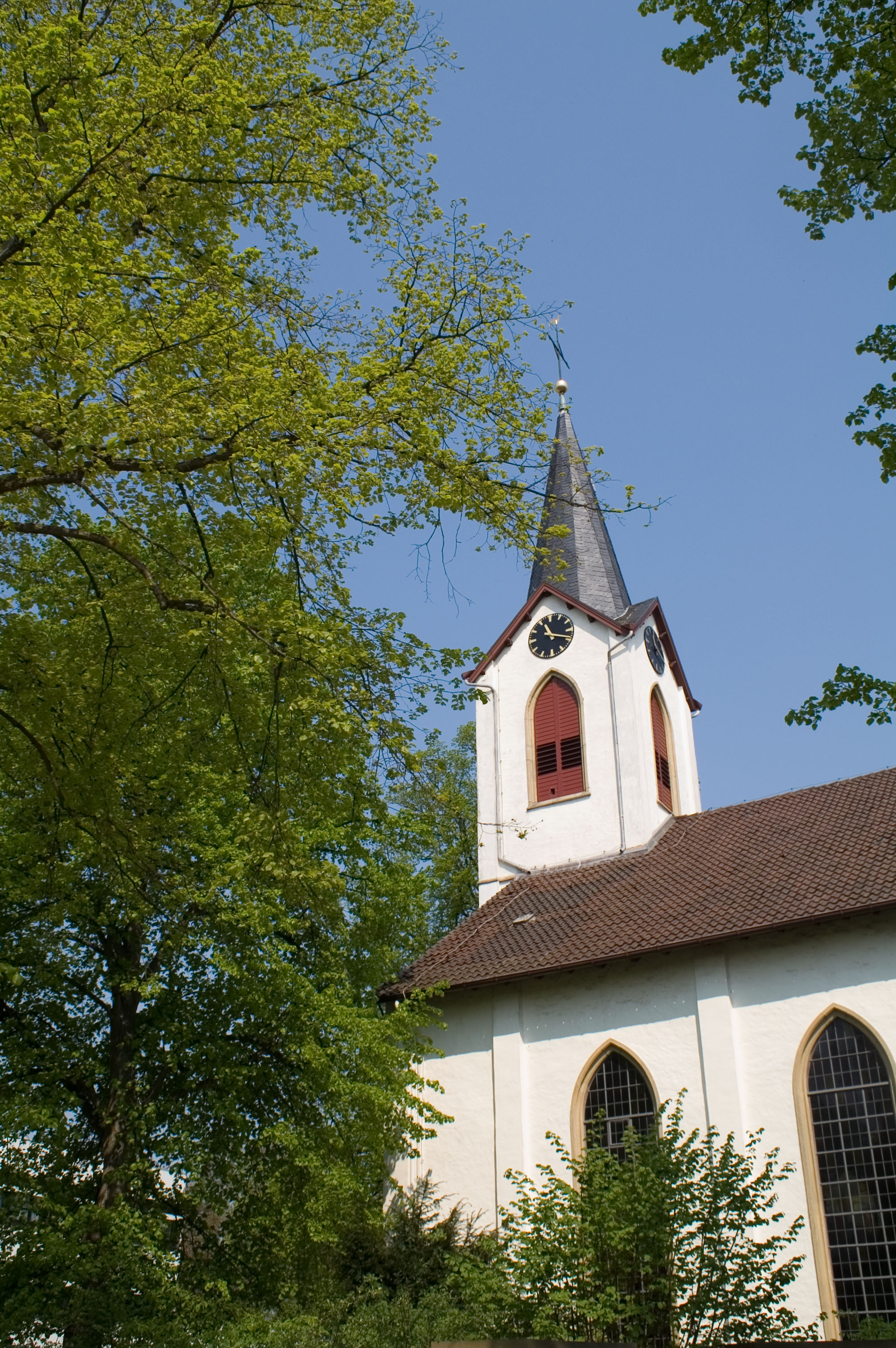
Ev.-ref. Kirche in Leopoldshöhe

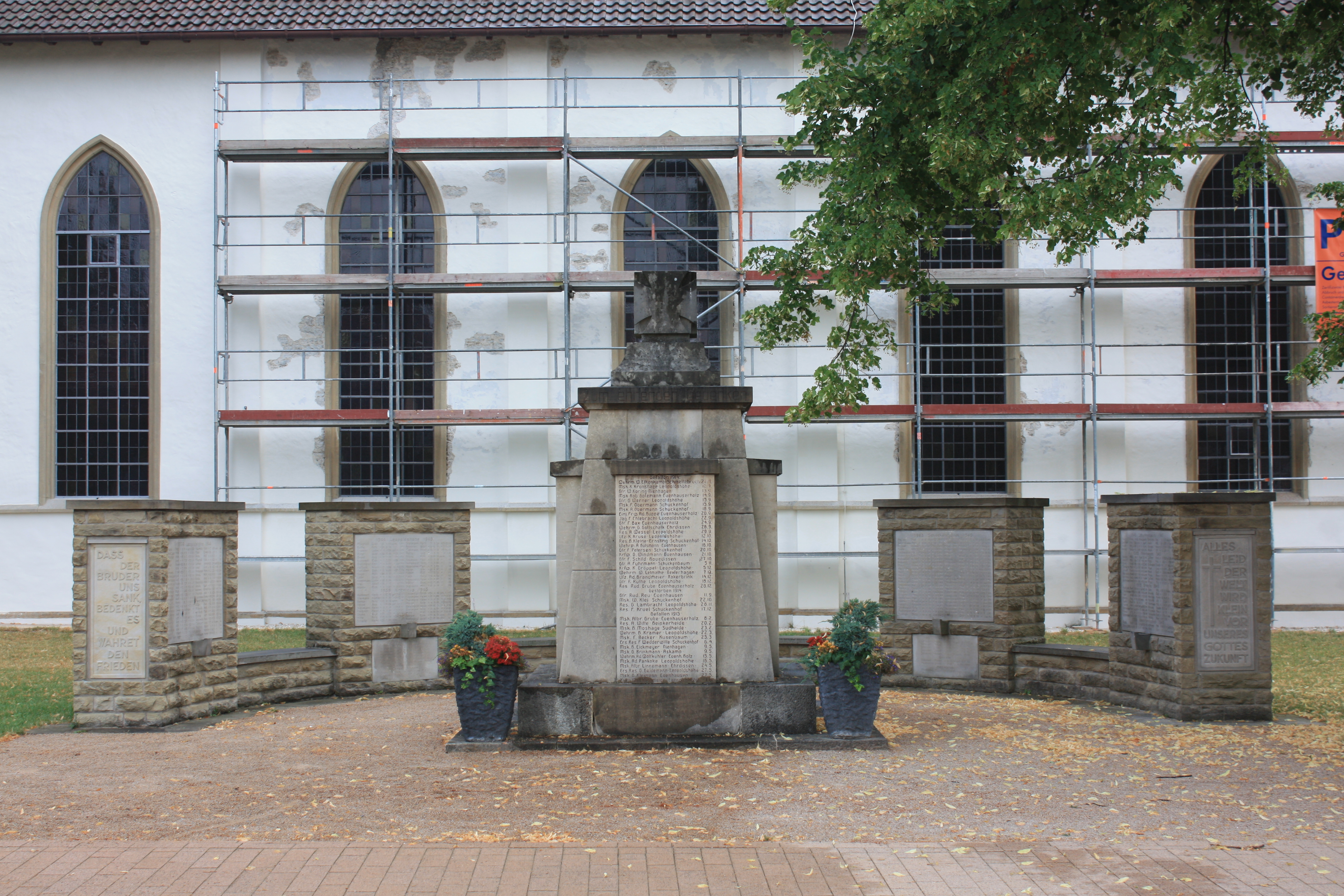
Kriegerdenkmal vor der Kirche

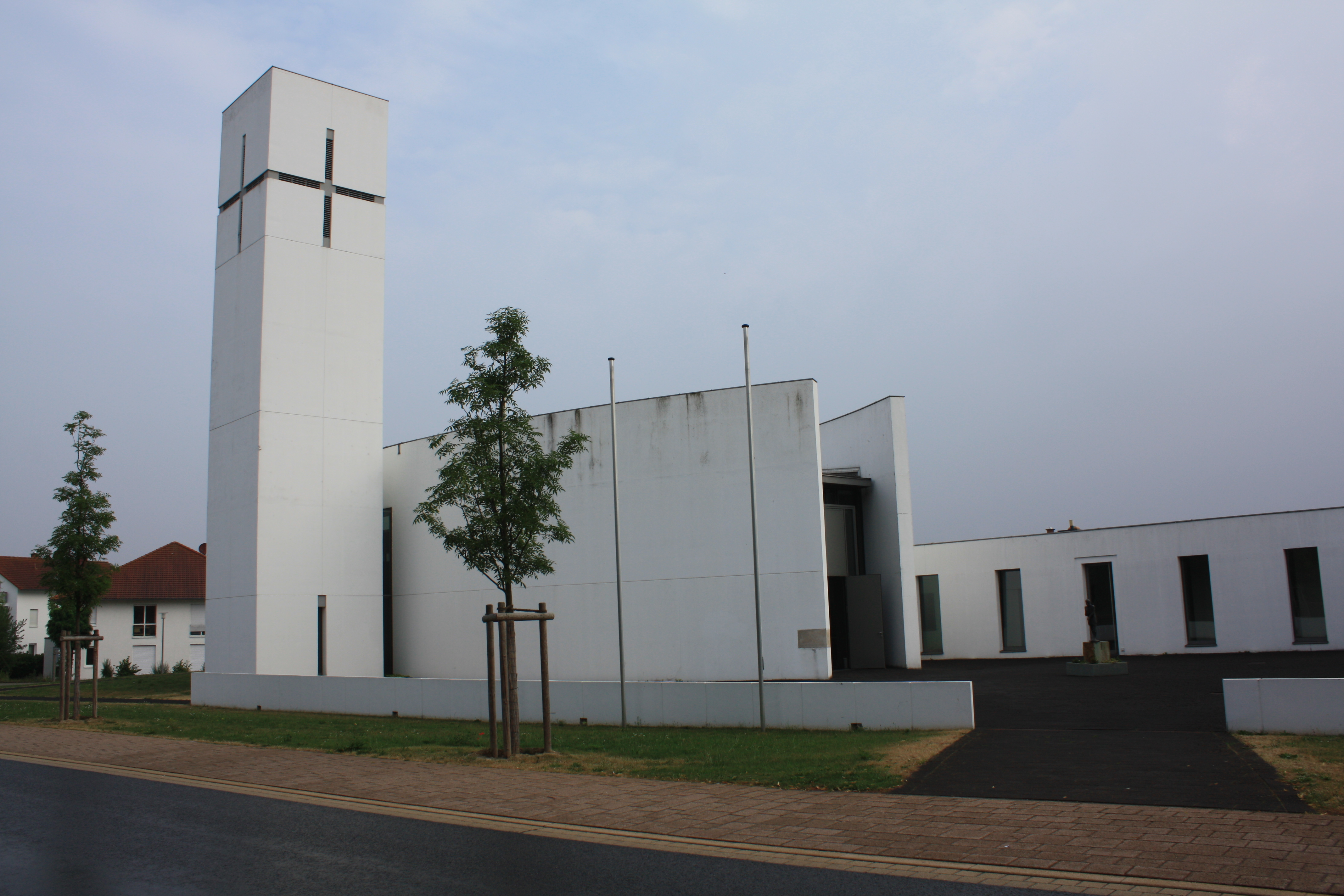
St. Johannis Baptist

Vor der Reformation war das Land kirchlich unter den Kirchspielen Oerlinghausen und Schötmar aufgeteilt, welche Außenstellen des Bistums Paderborn waren. Zu Oerlinghausen gehörten die heutigen Ortsteile Asemissen, Bechterdissen, Greste, Leopoldshöhe, Schuckenbaum und Krentrup, zu Schötmar die Ortsteile Nienhagen und Bexterhagen.
Im Jahr 1538 wurde die lutherische Kirchenordnung beschlossen. Das Gebiet der Gemeinde Leopoldshöhe wurde ebenfalls lutherisch.
Im Jahre 1607 kamen infolge einer Auseinandersetzung die beiden Kirchspiele Oerlinghausen und Schötmar durch einen Vertrag zwischen dem Bischof Dietrich von Fürstenberg und Simon VI. zum Fürstentum Lippe, sie wurden fortan von der evangelischen Kirche betreut.
Der weit überwiegende Teil der Bevölkerung ist evangelisch-reformiert. Der nördliche Gemeindebereich gehört zur Kirchengemeinde Leopoldshöhe. Ihre Kirche ist die 1850 und 1851 von Ferdinand Ludwig August Merckel erbaute Evangelisch-reformierte Kirche Leopoldshöhe. Der südliche Gemeindebereich gehört zur Kirchengemeinde Asemissen-Bechterdissen, deren Kirche im Ortsteil Bechterdissen steht. Beide Kirchengemeinden gehören zur Klasse Lage der Lippischen Landeskirche.
Ein Indiz für die Verteilung kann die Angabe der konfessionellen Zugehörigkeit der Leopoldshöher Schüler sein. Demnach waren 2008 1.175 der Schüler evangelisch, 185 katholisch, 42 islamisch. 52 gaben an, einer sonstigen Konfession anzugehören, und 253 rechneten sich keiner Konfession zu.
In den Jahren 1966 bis 1968 wurde die katholische Kirche Auferstehung Christi als Filialkirche der Gemeinde St. Michael in Oerlinghausen in Greste gebaut. Erst in den Jahren 2000 und 2001 entstand mit St. Johannes Baptist eine weitere Filialkirche der Oerlinghauser Gemeinde im Leopoldshöher Zentrum. Architekt für diesen Neubau war Dieter Georg Baumewerd. Im Jahre 2018 wurde die Kirche einschließlich der Nebengebäude in Folge von erheblichen Baumängeln abgebrochen. Auf dem Gelände soll der „Johanneshof“, ein Mehrgenerationenprojekt, entstehen.
Im Ortsteil Bechterdissen befindet sich eine mennonitische Kirche, im Ortsteil Asemissen eine neuapostolische Kirche und im Ortsteil Bexterhagen eine evangelisch-freikirchliche Kirchengemeinde.

### Eingemeindungen
Mit Wirkung vom 1. Januar 1969 trat das Gesetz zur Neugliederung des Landkreises Lemgo (Lemgo-Gesetz) in Kraft und gliederte den Landkreis Lemgo neu. So wurden die ehemals selbstständigen Gemeinden Asemissen, Bechterdissen, Bexterhagen, Greste, Krentrup, Leopoldshöhe, Nienhagen und Schuckenbaum zur neuen Gemeinde Leopoldshöhe mit dann 10.200 Einwohnern zusammengeschlossen.

### Einwohnerstatistik
Die folgende Übersicht zeigt die Einwohnerzahlen der Gemeinde Leopoldshöhe nach dem jeweiligen Gebietsstand, bei einigen Zahlen zusätzlich nach heutigem Gebietsstand. Bei den Zahlen handelt es sich von 1871 bis 1970 und für 1987 um Volkszählungsergebnisse und ab 1975 um amtliche Fortschreibungen des Landesamtes für Datenverarbeitung und Statistik. Die Zahlen von 1975 bis 1985 sind geschätzte Werte, die Zahlen ab 1990 Fortschreibungen auf Basis der Ergebnisse der Volkszählung von 1987, ab 2012 Fortschreibungen auf Basis des Zensus 2011. Die Angaben beziehen sich ab 1871 sowie für 1946 auf die Ortsanwesende Bevölkerung, ab 1925 auf die Wohnbevölkerung und ab 1985 auf die Bevölkerung am Ort der Hauptwohnung.
Leopoldshöhe nach dem damaligen Gebietsstand
| Jahr | Einwohner |
| ---- | --------- |
| 1871 | 3701      |
| 1885 | 5141      |
| 1895 | 6011      |
| 1905 | 729       |
| 1925 | 847       |
| 1933 | 854       |

| Jahr | Einwohner |
| ---- | --------- |
| 1939 | 906       |
| 1946 | 1.243     |
| 1950 | 1.314     |
| 1961 | 1.251     |
| 1968 | 1.634     |

Bevölkerungsentwicklung in Leopoldshöhe von 1871 bis 2017
obere Linie: heutiger Gebietsstand
untere Linie: jeweiliger Gebietsstand

Leopoldshöhe nach dem heutigen Gebietsstand
| Jahr | Einwohner |
| ---- | --------- |
| 1590 | 747       |
| 1673 | 740       |
| 1776 | 2.049     |
| 1880 | 4.833     |
| 1939 | 5.561     |
| 1950 | 7.930     |
| 1961 | 8.703     |
| 1968 | 10.043    |
| 1970 | 10.325    |

| Jahr | Einwohner |
| ---- | --------- |
| 1974 | 11.130    |
| 1975 | 11.596    |
| 1980 | 12.665    |
| 1985 | 12.619    |
| 1987 | 12.699    |
| 1990 | 13.744    |
| 1995 | 15.309    |
| 2000 | 16.336    |
| 2005 | 16.198    |

| Jahr | Einwohner |
| ---- | --------- |
| 2007 | 16.148    |
| 2012 | 15.930    |
| 2013 | 16.373    |
| 2015 | 16.401    |
| 2016 | 16.303    |
| 2017 | 16.317    |
| 2020 | 16.382    |
| 2022 | 16.614    |

1 Teile der Gemeinden Hovedissen und Greste, aus denen 1921 die Gemeinde Leopoldshöhe gebildet wurde

### Konfessionsstatistik
Laut der Volkszählung 2011 waren 49,3 Prozent der Einwohner evangelisch, 11,9 Prozent römisch-katholisch und 38,8 Prozent waren konfessionslos, gehörten einer anderen Religionsgemeinschaft an oder machten keine Angabe. Die Zahl der Protestanten und Katholiken ist seitdem gesunken. Anfang 2020 hatte Leopoldshöhe 17.218 Einwohner; 7.478 (43,4 Prozent) waren Protestanten, 1.870 (10,9 Prozent) waren Katholiken und 7.870 (45,7 Prozent) hatten entweder eine andere oder gar keine Religionszugehörigkeit.

## Politik

### Gemeinderat
Nach der Kommunalwahl am 13. September 2020 hat der Gemeinderat 36 Sitze. Hinzu kommt der Bürgermeister als Ratsvorsitzender. Die Wahl führte zu folgendem Ergebnis:
- Grüne: 6
- SPD: 14
- FDP: 4
- CDU: 12

| 2020                     | 2020  | 2020          |
| Partei                   | Sitze | Stimmenanteil |
| ------------------------ | ----- | ------------- |
| SPD                      | 14    | 39,30 %       |
| CDU                      | 12    | 32,97 %       |
| Grüne                    | 06    | 16,77 %       |
| FDP                      | 04    | 10,95 %       |
| Gesamt*                  | 36    | 100 %         |
| Wahlbeteiligung: 59,58 % |       |               |

* ohne Berücksichtigung von Rundungsdifferenzen
Die folgende Tabelle zeigt die Kommunalwahlergebnisse von 1975 bis 2014:
| [ 30 ] [ 31 ] [ 32 ] | 2014  | 2014  | 2009  | 2009  | 2004  | 2004  | 1999  | 1999  | 1994  | 1994  | 1989  | 1989  | 1984  | 1984  | 1979  | 1979  | 1975  | 1975  |
| Partei               | Sitze | %     | Sitze | %     | Sitze | %     | Sitze | %     | Sitze | %     | Sitze | %     | Sitze | %     | Sitze | %     | Sitze | %     |
| -------------------- | ----- | ----- | ----- | ----- | ----- | ----- | ----- | ----- | ----- | ----- | ----- | ----- | ----- | ----- | ----- | ----- | ----- | ----- |
| SPD                  | 16    | 45,04 | 14    | 41,46 | 15    | 42,48 | 15    | 42,69 | 16    | 45,20 | 17    | 48,85 | 16    | 46,04 | 16    | 48,20 | 17    | 49,85 |
| CDU                  | 13    | 38,73 | 13    | 35,99 | 14    | 41,07 | 16    | 47,92 | 13    | 39,14 | 11    | 32,86 | 13    | 37,59 | 14    | 42,25 | 13    | 39,56 |
| Grüne                | 04    | 11,89 | 04    | 11,79 | 03    | 08,28 | 02    | 06,71 | 04    | 11,27 | 03    | 09,81 | 03    | 10,91 | −     | −     | −     | −     |
| FDP                  | 01    | 04,35 | 02    | 06,77 | 01    | 04,22 | 01    | 02,69 | 0     | 04,39 | 02    | 08,48 | 01    | 05,46 | 03    | 09,56 | 03    | 10,59 |
| ABS1                 | −     | −     | 01    | 03,99 | 0−    | 0−    | −     | −     | −     | −     | −     | −     | −     | −     | −     | −     | −     | −     |
| FWG2                 | −     | −     | −     | −     | 01    | 03,95 | −     | −     | −     | −     | −     | −     | −     | −     | −     | −     | −     | −     |
| Gesamt3              | 34    | 100   | 34    | 100   | 34    | 100   | 34    | 100   | 33    | 100   | 33    | 100   | 33    | 100   | 33    | 100   | 33    | 100   |
| Wahlbeteiligung      | 59,48 | 59,48 | 59,82 | 59,82 | 65,27 | 65,27 | 65,23 | 65,23 | 85,97 | 85,97 | 71,48 | 71,48 | 76,32 | 76,32 | 76,96 | 76,96 | 89,49 | 89,49 |

1Arbeit Bildung Soziales
2Freie Wählergemeinschaft Leopoldshöhe
3ohne Berücksichtigung von Rundungsdifferenzen

### Bürgermeister

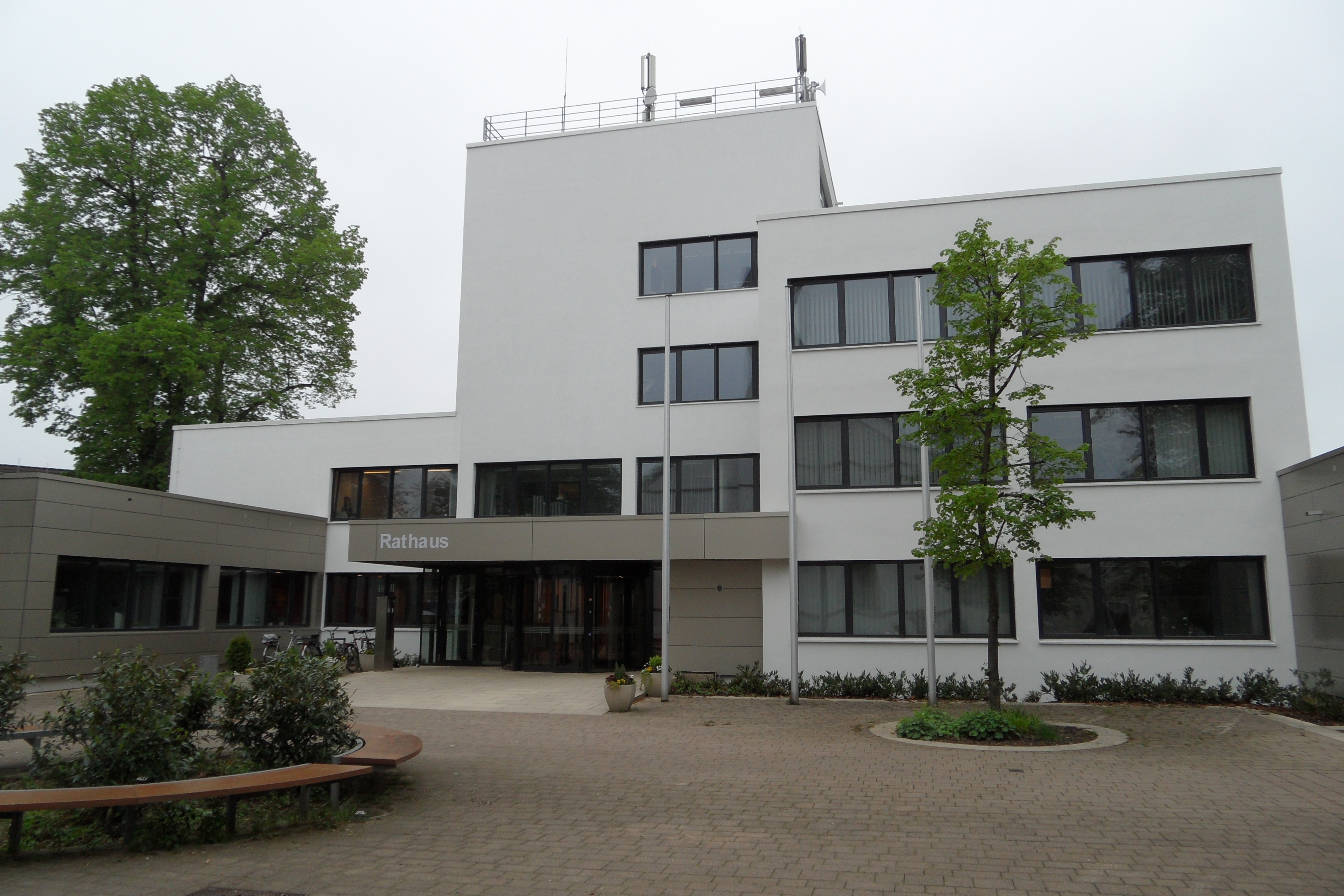
Rathaus

Bei der Bürgermeisterwahl 2020 wurde Martin Hoffmann (SPD) mit 50,3 Prozent der Stimmen gewählt. Die folgende Tabelle nennt alle Bürgermeister seit der Gründung der Großgemeinde im Jahr 1969.
| Jahr         | Bürgermeister                      |
| ------------ | ---------------------------------- |
| 1969/70–1975 | August Landermann (SPD)            |
| 1975–1984    | Hans Seiffert (SPD)                |
| 1984–1994    | Rudi Strunk (SPD)                  |
| 1994–1995    | Gerhard Schemmel (SPD)             |
| 1995–1999    | Manfred Brügge (hauptamtlicher BM) |
| 1999–2020    | Gerhard Schemmel (SPD)             |
| ab 2020      | Martin Hoffmann (SPD)              |

### Landtagswahlen
Leopoldshöhe gehört gemeinsam mit den Städten Bad Salzuflen, Lage und Oerlinghausen zum Landtagswahlkreis 97 (Lippe I).

### Bundestagswahlen
Das Direktmandat des Bundestagswahlkreises Lippe I (135), zu dem Leopoldshöhe gehört, hat 2021 Jürgen Berghahn (SPD) mit 30,7 Prozent der Erststimmen gewonnen.
Die Ergebnisse der Bundestagswahl 2005, Bundestagswahl 2009 und der Bundestagswahl 2013 in Leopoldshöhe im Vergleich zum Landesdurchschnitt zeigt die folgende Tabelle.
|          | 2005         | 2005          | 2009         | 2009          | 2013         | 2013          |
| Partei   | Leopoldshöhe | Landesschnitt | Leopoldshöhe | Landesschnitt | Leopoldshöhe | Landesschnitt |
| -------- | ------------ | ------------- | ------------ | ------------- | ------------ | ------------- |
| SPD      | 42,5 %       | 40,0 %        | 34,3 %       | 28,5 %        | 34,0 %       | 31,9 %        |
| CDU      | 34,9 %       | 34,4 %        | 34,3 %       | 33,1 %        | 41,0 %       | 39,8 %        |
| FDP      | 08,0 %       | 10,0 %        | 12,2 %       | 14,9 %        | 03,7 %       | 05,2 %        |
| GRÜNE    | 07,1 %       | 07,6 %        | 08,3 %       | 10,1 %        | 07,4 %       | 08,0 %        |
| Sonstige | 07,4 %       | 08,0 %        | 10,9 %       | 13,4 %        | 13,9 %       | 15,1 %        |

### Wappen und Flagge
| Banner, Wappen und Hissflagge |  |
|                               |  |
|                               |  |

Blasonierung
„Von Rot und Grün durch einen silbernen (weißen) Wellenbalken schräggeteilt; oben ein goldenes (gelbes) Zahnrad, unten eine silberne (weiße) Rübe.“
Das Wappen der Gemeinde Leopoldshöhe wurde mit Urkunde des Regierungspräsidenten Detmold vom 3. März 1971 verliehen. Der Wellenbalken stellt die fließende Windwehe, einen Bach durch Leopoldshöhe, dar. Das Zahnrad mit acht Zinken im rechten Teil ist ein Symbol für die acht Teile, aus denen die Gemeinde besteht. Die Runkelrübe steht für die Landwirtschaft, insbesondere für die bedeutende Rübensamenzucht auf dem Gut Eckendorf.
Beschreibung der Flagge
„Von Rot-Gelb-Rot im Verhältnis 1:2:1 längsgestreift mit dem von der Mitte zur Stange verschobenen Gemeindewappen.“
Beschreibung des Banners
„Von Rot-Gelb-Rot im Verhältnis 1:2:1 längsgestreift mit dem Gemeindewappen oberhalb der Mitte.“

### Städtepartnerschaften
Bereits seit 1985 pflegt die Felix-Fechenbach-Gesamtschule Leopoldshöhe eine Schulpartnerschaft mit dem College Jean Moulin in Saint-Gaultier an der Creuse im Département Indre  in Frankreich. Daran beteiligten sich auch die übrigen Gemeinden des Kantons. 1990 wurde diese Partnerschaft durch die Unterzeichnung der Partnerschaftsurkunde auch auf die politische Ebene erweitert. Alljährlich finden Besuche von Gruppen und Vereinen statt. Der Markt der Brenne in Saint-Gaultier und der Herbst- und Frühjahrsmarkt in Leopoldshöhe sind fester Bestandteil im Jahresprogramm. Anfang Dezember 1998 gab es erstmals einen Weihnachtsmarkt in Saint-Gaultier, der von Vereinen und Verbänden aus Leopoldshöhe veranstaltet wurde. Auch der Schüleraustausch wird weiterhin gepflegt; so können Schülerinnen und Schüler nicht nur Unterricht, sondern auch Praktika in der Partnerschaft wahrnehmen.
Seit September 1990 unterhält Leopoldshöhe auch eine innerdeutsche Städtepartnerschaft zu Schweina am westlichen Rand des Thüringer Waldes. Da die Entfernung zwischen den beiden Städten lediglich 250 km beträgt, haben sich schon viele persönliche Kontakte gebildet und die offiziellen Besuche reduzieren sich auf wenige Veranstaltungen. Höhepunkt im Jahreskalender ist der Besuch des Höhlenfestes im Juni, an dessen Festumzug auch regelmäßig Gruppen aus Leopoldshöhe teilnehmen.
Im Januar 1999 konnte eine Gemeindepartnerschaft mit Mysłakowice in Polen ins Leben gerufen werden. Seit Beginn der Partnerschaft finden mehrmals jährlich Begegnungen statt. Auch hier haben sich Schüleraustausche der Felix-Fechenbach-Gesamtschule und einer Schule in Mysłakowice etabliert. Weiterhin werden Begegnungen von Jugendgruppen gefördert, um noch bestehende Barrieren und Vorurteile abzubauen.

## Kultur und Sehenswürdigkeiten

### Theater
Die Gemeinde Leopoldshöhe verfügt über kein eigenes Theater, seit Herbst 2009 steht jedoch mit dem neuen Mensa- und Mehrzweckgebäude ein Veranstaltungsort zur Verfügung. Ansonsten müssen die Einrichtungen der umliegenden Städte und Gemeinden genutzt werden. Das nächste Theater ist das Kur- und Stadttheater in Bad Salzuflen, das von wechselnden Ensembles und vom Landestheater Detmold bespielt wird. Weitere erreichbare Einrichtungen sind das Landestheater Detmold und das städtische Theater Bielefeld.

### Museen

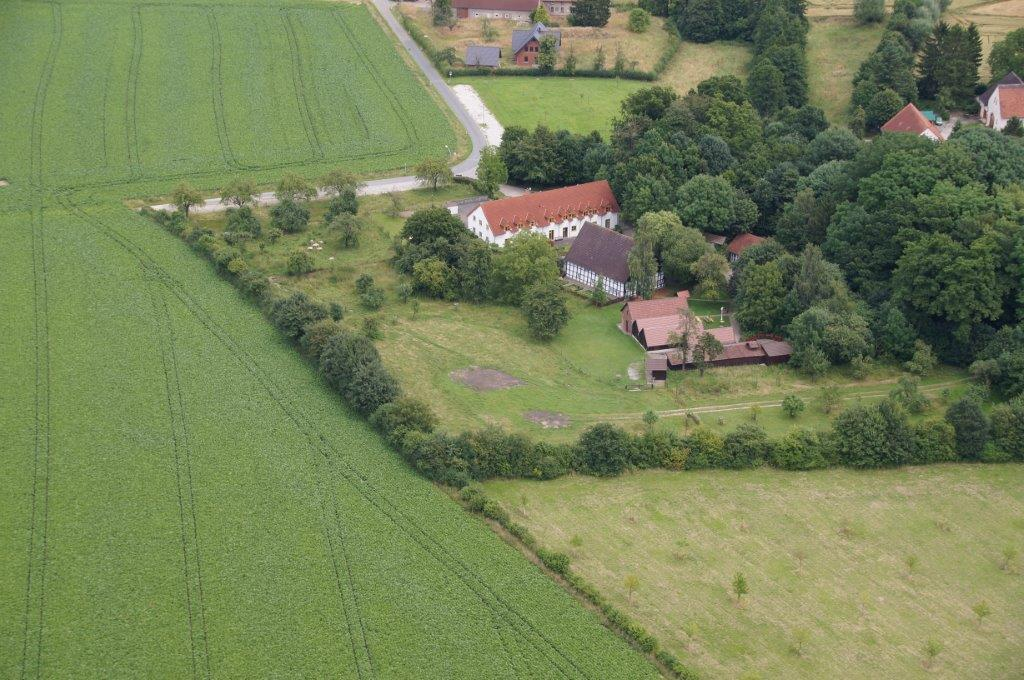
Das heutige Heimatmuseum Heimathof

Das Heimatmuseum Heimathof zeigt Gegenstände aus dem bäuerlichen und handwerklichen Bereich. Neben einem Backhaus gibt es auch eine Schuster-, Schneider- und Tischlerwerkstatt. Der heutige Heimathof liegt in der Hagensiedlung Krentruper Hagen und wurde als Hofstätte erstmals Anfang des 15. Jahrhunderts in der Zeit der Everstein’schen Fehde erwähnt.

### Musik
In Leopoldshöhe ist eine Reihe von Chören aktiv, dazu gehören die beiden evangelischen Kirchenchöre von Asemissen-Bechterdissen und Leopoldshöhe, ein Projektchor und ein Kinderchor der evangelischen Kirche Leopoldshöhe, die gemischten Chöre von Asemissen („Hoffnung“) und Bexterhagen sowie der Männergesangverein Leopoldshöhe.
Zum Heimatverein Leopoldshöhe gehört ein Akkordeon-Orchester. Außerdem spielt der Posaunenchor Wülfer-Heipke.
Getanzt wird im Original Leopoldshöher Volkstanzkreis sowie in der Volkstanz- und Trachtengruppe Leopoldshöhe.

### Bauwerke

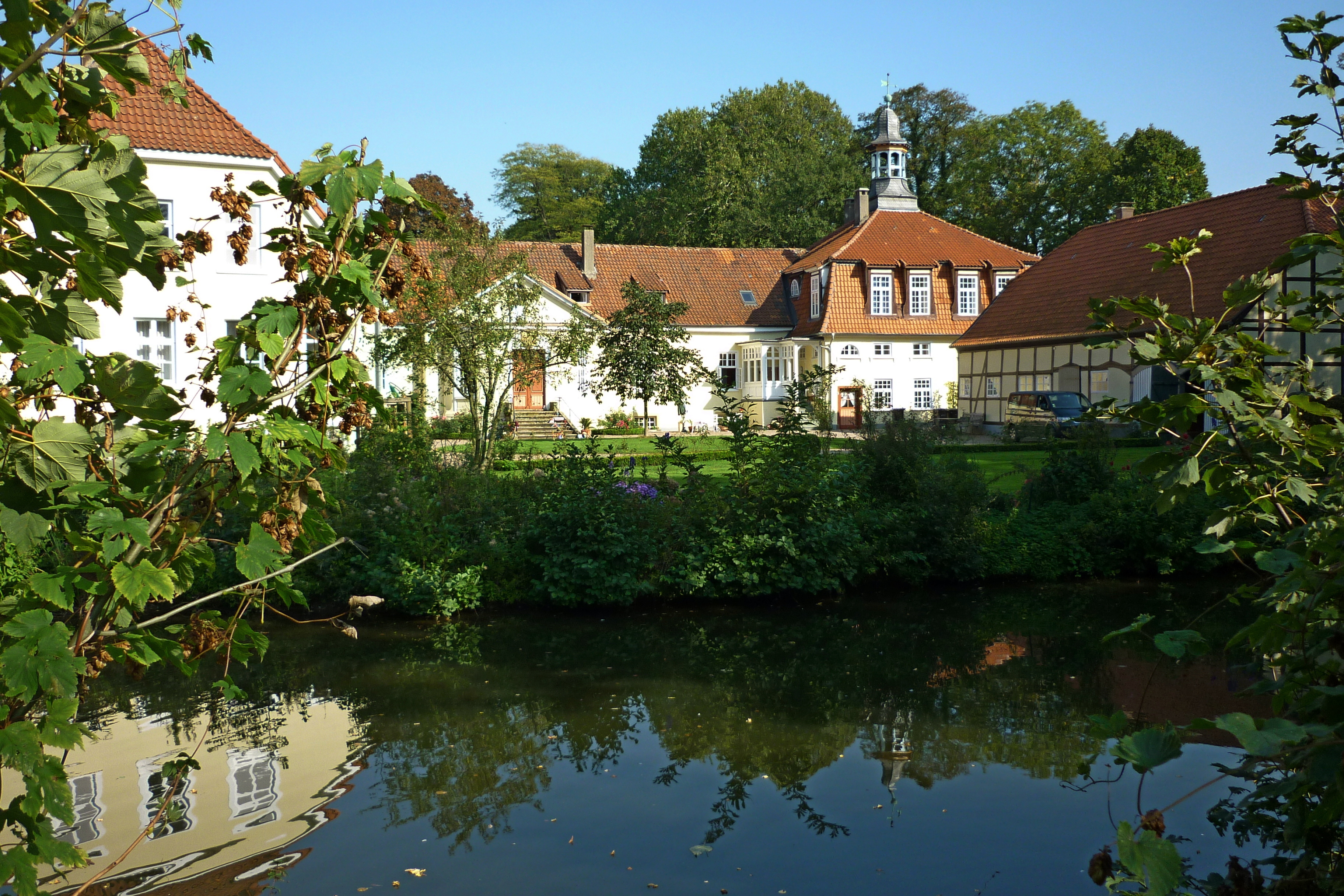
Gut Eckendorf

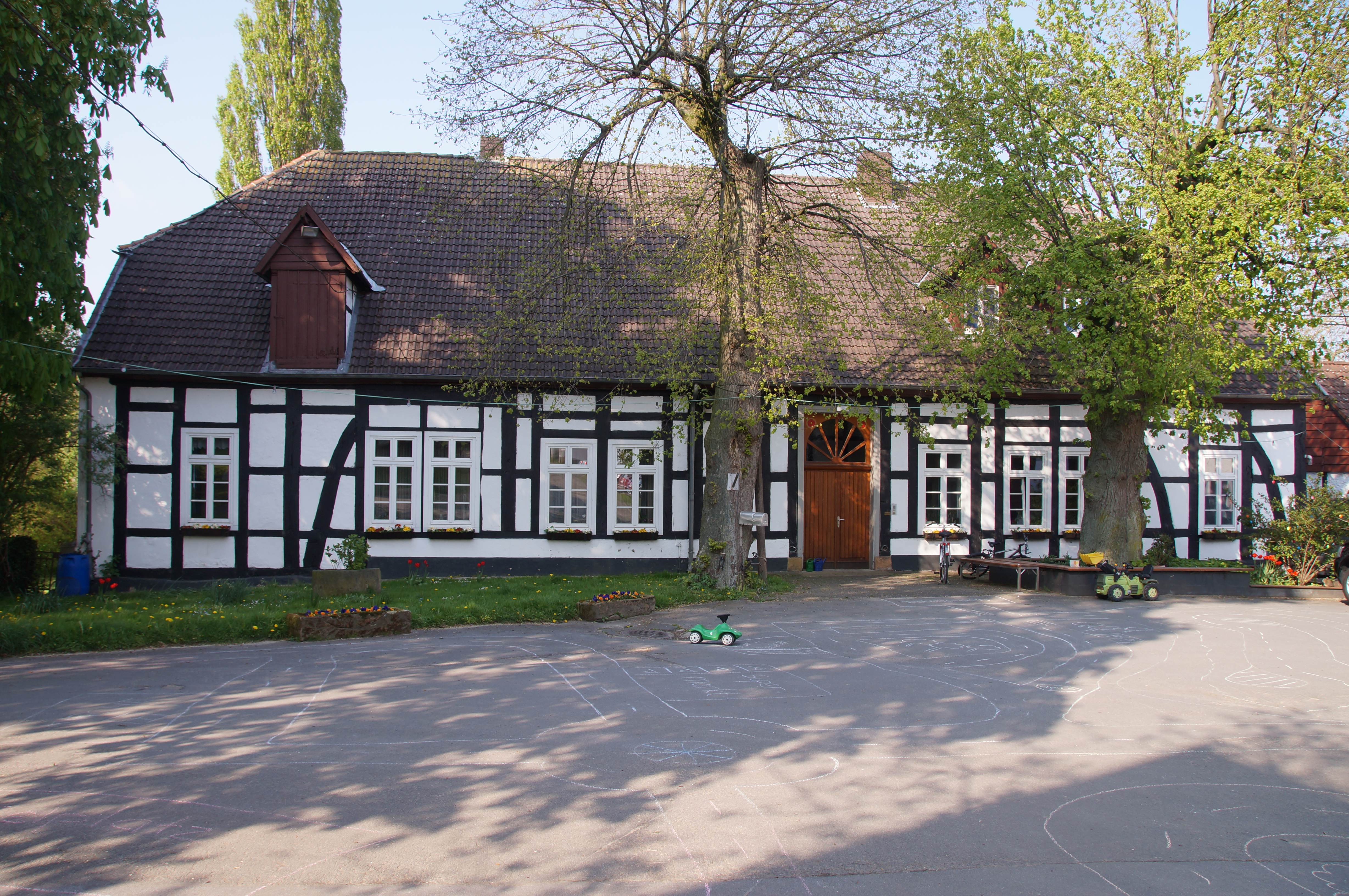
Meierhof Dahlhausen

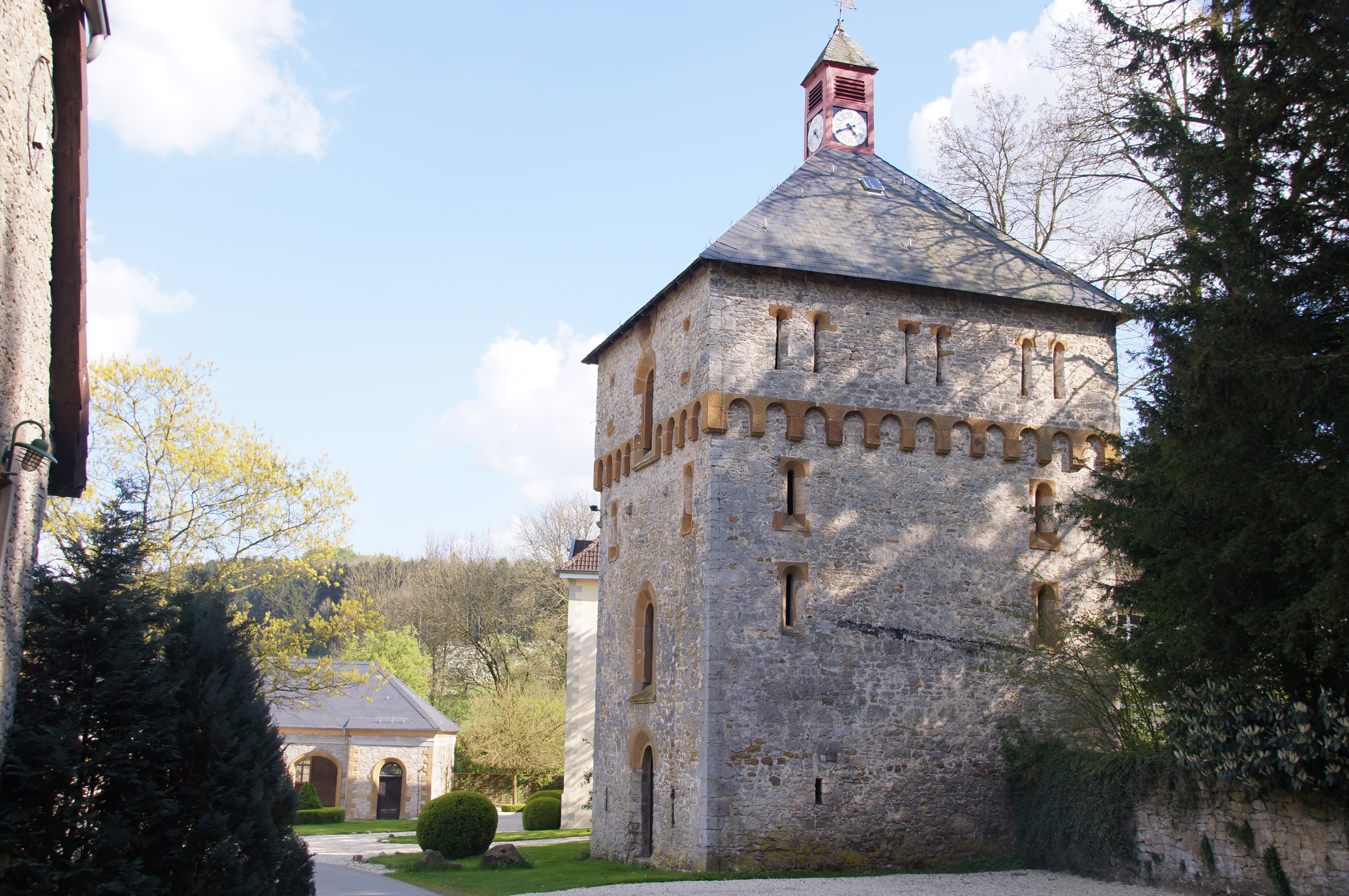
Steinspeicher des Gutes Niederbarkhausen

- Die Evangelisch-reformierte Kirche Leopoldshöhe wurde von 1850 bis 1851 nach Plänen von Ferdinand Ludwig August Merckel errichtet. Sie diente als Vorbild für eine ganze Reihe weiterer Pfarrkirchen in Lippe (Bega, Almena, Augustdorf und Schlangen).

- Gut Eckendorf im Ortsteil Schuckenbaum: Das Herrenhaus präsentiert sich als dreiflügelige, auf einer Gräfteninsel gelegene Anlage mit Brücke zur Straße. Der Nordflügel sowie der von einem Dachreiter bekrönte Pavillonturm an der Südostecke wurden ab 1630 von Arnold Schierheim gebaut. Der Ostflügel wurde 1776 in Formen des Klassizismus errichtet. Das Gut befindet sich in einem Landschaftspark. Die zugehörigen Wirtschaftsgebäude jenseits der Straße entstanden erst im ausgehenden 19. Jahrhundert nach einem Brand.

- Gut Hovedissen: Das Herrenhaus (im Besitz der Grafen von der Schulenburg), ein zweigeschossiger Bau mit Putzfassade, dessen Rückfront größtenteils aus Sichtfachwerk besteht, stammt wohl aus dem späten 18. und frühen 19. Jahrhundert. An der Hofseite finden sich ungleiche Flügelbauten. Im frühen 20. Jahrhundert wurde die Anlage erneuert. Die in Fachwerk erstellten Nebengebäude wurden wohl im 18. Jahrhundert erbaut.

- Der Meierhof Dalhausen im Ortsteil Greste: Das Haupthaus ist ein Vierständerbau aus der 2. Hälfte des 16. Jahrhunderts. Das verbretterte Giebeldreieck kragt über Knaggen vor. An den Traufseiten finden sich Kopfbänder.

- Gut Barkhausen in Niederbarkhausen: Unweit des Herrenhauses liegt die so genannte „Bauernburg“. Es ist ein ursprünglich zweigeschossiger, wohl noch aus dem Mittelalter stammender Steinspeicher. Er wurde um 1870 erneuert und um ein Stockwerk erhöht. Letzteres kragt auf einem neuromanischen Rundbogenfries aus Werkstein leicht vor. Im Zweiten Weltkrieg kam es zum Einbau eines Luftschutzraumes im Erdgeschoss. 1960 wurde das Dachwerk mit dem Uhrtürmchen vereinfachend erneuert.

### Parks und Naturschutzgebiete
Seit 2008 gehört das gesamte Gemeindegebiet zum Naturpark Teutoburger Wald / Eggegebirge.
Der Gutspark Eckendorf ist ein historischer Gutspark mit 3,4 Hektar Größe und ist im Privatbesitz. Der Park wurde wahrscheinlich in der Mitte des 19. Jahrhunderts angelegt. Im Park befindet sich eine circa 750 Jahre alte Stieleiche mit einem Stammumfang von 13 Meter. Im Park sind 47 Holzarten aus subtropischen und gemäßigten Zonen vertreten. „Der Gutspark ist in seiner Struktur bis heute erhalten und stellt sich als einer der eindrucksvollsten und am besten gepflegten Parks in der Region dar.“
Auch der historische Gutspark Niederbarkhausen mit circa 2,5 Hektar ist in Privateigentum. Auf einer Preußischen Landesaufnahme von 1895 wird das Herrenhaus eingebettet in einen kleinen Landschaftspark gezeigt. Prägend ist ein alter Baumbestand in den Rasenflächen. Der Park ist in seiner Grundstruktur weitgehend erhalten und in einem guten Pflegezustand.
Das Naturschutzgebiet Windwehetal hat eine Größe von 56,5 Hektar und liegt im Westen und Süden des Gemeindegebiets. Das Naturschutzgebiet umfasst morphologisch besonders ausgeprägte Abschnitte des Talsystems der Windwehe mit naturnahen, teilweise stark mäandrierenden Bachläufen und landschaftstypischen Seitensieken. Am Bachlauf liegen Galeriewälder aus Bach-Erlen, Eschen, Erlen, Stieleichen und Hainbuchen. Das Naturschutzgebiet setzt sich dort, wo die Windwehe die Grenze zu Bielefeld markiert, auf der anderen Uferseite sowie im Unterlauf der Windwehe auf Bielefelder Stadtgebiet als Naturschutzgebiet Windweheniederung fort.
Das Naturschutzgebiet Heipker See liegt im nordöstlichen Bereich der Gemeinde an der Werre und umfasst 25 Hektar. Das Gebiet besteht im Wesentlichen aus einem ehemaligen Baggersee mit zwei Inseln, Grünland- und Waldflächen sowie einem Abschnitt des Werretals. Das Gebiet umfasst unter anderem Feuchtwiesen, Auenwaldbestände sowie Waldflächen mit Erlen, Eichen und Buchen. Im Bereich des Naturschutzgebietes münden der Heipker Bach und der Bentgraben in die Werre.
Das Naturschutzgebiet Grüte liegt im Norden von Oerlinghausen und reicht bis knapp an das Gut Niederbarkhausen im Süden des Leopoldshöher Gebiets heran, insgesamt ist es 28,5 Hektar groß. Das Naturschutzgebiet ist nach dem „Grütebach“ benannt, der ein morphologisch besonders ausgeprägtes Kerbtal mit angrenzenden Buchenwaldbeständen auf dem Kalkhöhenzug des Bielefelder Osnings durchfließt. Das Naturschutzgebiet grenzt unmittelbar an den oben beschriebenen „Gutspark Niederbarkhausen“, der Grütebach liefert das Wasser für einen Teich in dem Park. Der „Grütebach“ erhält im weiteren Verlauf den Namen Holzkampbach und fließt später in die Windwehe.

### Sport
Im Gemeindesportverband von Leopoldshöhe sind 17 Vereine mit insgesamt 4492 Mitgliedern (davon 1766 weiblich und 2726 männlich) organisiert. Der TUS Leopoldshöhe von 1898 führt die Abteilungen Fußball, Handball, Volleyball, Karate, Turnen, Kunstturnen, B MX und Breitensport. 1984 wurde Marco Hilbig Deutscher Schülermeister im Kunstturnen in Bous Saarland.
1987 wurde Marco Hilbig Deutscher Jugendmeister an den Geräten Barren und am Boden, in Berlin beim Deutschen Turnfest. Die erste Mannschaft der Turner ist zurzeit in der Zweiten Bundesliga. Die zweite Mannschaft turnt in der Regionalliga. Weitere allgemeine Sportvereine sind der TUS Asemissen von 1926 mit den Abteilungen Fußball, Korbball, Volleyball und Breitensport, der TUS Bexterhagen von 1912 mit den Abteilungen Fußball, Tischtennis, Leichtathletik sowie Turnen, Jazztanz, Walken und weitere sowie der BSV OWL e. V. von 1994 als Breitensportverein, der vornehmlich jedoch Shaolin Kempo Karate anbietet.
Weitere Sportvereine in Leopoldshöhe sind der Tischtennisclub TTC Schuckenbaum, der Basketball Club Leopoldshöhe, der Schachclub Leopoldshöhe, der Tennisclub Leopoldshöhe, der Sportkegelverein Greste und der Reit- und Fahrverein „Lützow“ Schuckenbaum.
Den Schulen und Vereinen stehen fünf Sportplätze, je eine Drei- und Zweifachsporthalle sowie drei einfache Turnhallen zur Verfügung.

### Regelmäßige Veranstaltungen
- Frühjahrsmarkt auf dem Marktplatz in Leopoldshöhe
- Schützenfest in Nienhagen (alle zwei Jahre), Pfingsten
- Martinsmarkt in Asemissen, zweites Novemberwochenende

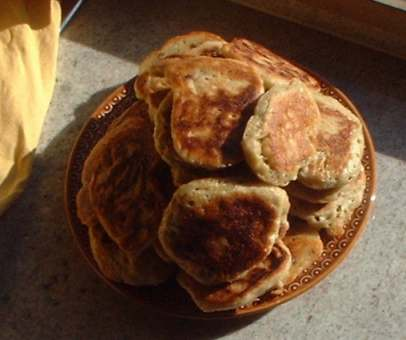
Teller mit lippischem Pickert

### Kulinarische Spezialitäten
Unter Lippischem Pickert versteht man kleine Fladen aus Hefe, Mehl und Kartoffeln, die mit Korinthen oder Rosinen in der Bratpfanne gebacken werden. Der Pickert wird warm gegessen und mit gesalzener Butter, Rübenkraut, Marmelade oder Leberwurst bestrichen.

## Wirtschaft und Infrastruktur
Die Gemeinde besteht aus räumlich getrennten Ortsteilen. Vor allem der namensgebende Ortsteil Leopoldshöhe und Asemissen haben eine ausgeprägte Infrastruktur (Supermärkte, Tankstelle, Apotheken, Bäcker, Drogerie, spezialisierte Geschäfte etc.), aber nur Leopoldshöhe besitzt einen regelrechten Dorfkern.

### Verkehr

#### Straße
Über die Bundesstraße 66, die am südlichen Gemeinderand verläuft, ist Leopoldshöhe mit Bielefeld und der Kreisstadt Detmold verbunden. Die Bundesautobahn 2 verläuft in wenigen hundert Metern Entfernung am Gemeindegebiet vorbei, so dass sie über die B 66 und die Anschlussstelle Bielefeld-Ost (Nummer 27) sowie über die Kreisstraße 5 und die Anschlussstelle Ostwestfalen-Lippe (Nummer 28) sehr schnell zu erreichen ist. Die Nord-Süd-Achse der Gemeinde ist die Landstraße 751, die von dem Autobahnzubringer (zur Anschlussstelle Herford / Bad Salzuflen Nummer 29) in Bad Salzuflen-Schötmar über die neue Ortsumgehung von Leopoldshöhe, durch Asemissen und auf direktem Weg über Oerlinghausen zur A 33 bei Stukenbrock führt.

#### Schienen- und Busverkehr

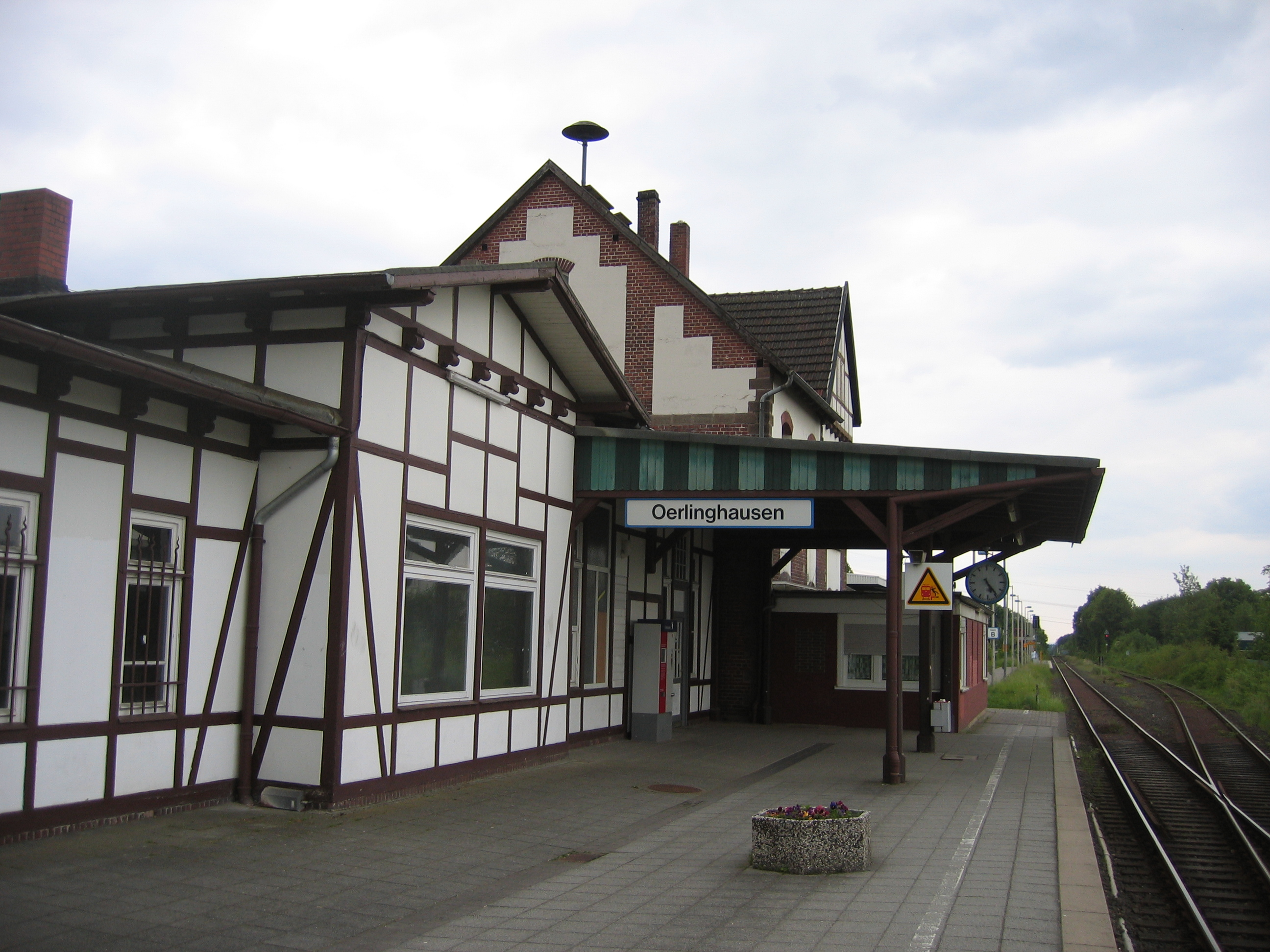
Bahnhof Oerlinghausen in Leopoldshöhe

Im Ortsteil Asemissen befindet sich an der Strecke Bielefeld–Lemgo der Bahnhof Oerlinghausen. Zu dieser Namensgebung kam es, da die Trassenführung der (ursprünglich nach Hameln führenden) Begatalbahn und die geografische Lage eine Station auf Oerlinghauser Gebiet nicht zuließen. Zum Zeitpunkt der Streckeneröffnung im Oktober 1903 war das damalige Oerlinghausen (Stadtrecht 1926) der wichtigere Ort. 1910 hatte Asemissen mit dem Rittergut Niederbarkhausen 734 Einwohner, die Gemeinde Oerlinghausen 2774. Bei der Namensgebung des Bahnhofs ist es seither geblieben. Ein weiterer Haltepunkt, Helpup, befindet sich ebenfalls sehr nahe an der Grenze Leopoldshöhe-Oerlinghausen. Dieser Haltepunkt auf dem Gebiet von Oerlinghausen hat Bedeutung für die Anbindung des Leopoldshöher Ortsteils Greste.
Die Bahnstrecke wird jeweils im Stundentakt vom RE 82 „Der Leineweber“ (Altenbeken–) Detmold – Lage–Bielefeld (sonntags nur alle zwei Stunden) sowie von der RB 73 „Der Lipperländer“ Lemgo–Lage–Bielefeld bedient. Durchgeführt wird der Schienenpersonennahverkehr von der Eurobahn mit Diesel-Triebwagen vom Typ Bombardier Talent.
Eine Ortsbuslinie („Pendel-Leo“) verbindet den Bahnhof Oerlinghausen mit den Ortsteilen Bechterdissen, Greste, Leopoldshöhe, Schuckenbaum, Nienhagen und Bexterhagen. Mehrere Regionalbuslinien fahren nach Bielefeld, Bad Salzuflen, Oerlinghausen und Lage. Nach Bielefeld besteht eine Nachtbusverbindung.
Das Gebiet der Gemeinde Leopoldshöhe liegt im Bereich des Westfalentarifs.

#### Fahrrad
Leopoldshöhe liegt an den Radfernwegen BahnRadRoute Weser-Lippe und BahnRadRoute Hellweg-Weser.

#### Flughafen
Die Entfernung zum Flughafen Paderborn/Lippstadt beträgt 44 Kilometer, die zum Flughafen Münster/Osnabrück 70 Kilometer.

### Medien
Die Lippische Landes-Zeitung, die Neue Westfälische und das Westfalenblatt enthalten Lokalnachrichten über die Gemeinde. Als Webzeitung berichten die Leopoldshöher Nachrichten aus dem Ort. Als Anzeigenblatt erscheint das „Leopoldshöher Blatt“. Das WDR-Studio Bielefeld sendet Radio- und Fernsehnachrichten aus der Region. Darüber hinaus sendet aus Detmold Radio Lippe.

### Öffentliche Einrichtungen
Bereits seit 1928 besteht die Freiwillige Feuerwehr Leopoldshöhe. Es sind zwölf Frauen und 68 Männer in der Einsatzabteilung, ca. 30 Jugendliche in der Jugendfeuerwehr und 20 Mitglieder in der Ehrenabteilung organisiert (Stand: 30. Oktober 2017). Das heutige Feuerwehrhaus konnte 1985 auf einem Grundstück des Landschaftsverbandes gebaut werden. Der Feuerwehr stehen ein Einsatzleitwagen, drei Mannschaftstransportfahrzeug, drei Löschfahrzeuge, zwei Geräte- und ein Rüstwagen sowie eine Drehleiter für ihre Einsätze zur Verfügung.
Bedingt durch die Entstehung der Großgemeinde Leopoldshöhe gibt es zwei Büchereistandorte. In Leopoldshöhe gibt es das BIB-Leo (Bücher, Information, Bildung), in dem zusätzliche Angebote der VHS-Lippe angeboten werden. Der zweite Standort liegt im Kernbereich des Ortsteils Asemissen. Früher war die Bücherei in einem Kellerraum des Rathauses untergebracht, bevor 1999 der Bau des BiB begann. Die Bücherei in Asemissen ist eine in Teilzeit besetzte Außenstelle. Ursprünglich gab es noch Büchereien in Bexterhagen, Greste, Krentrup und Schuckenbaum. Trägerin der beiden Büchereien ist die Gemeinde Leopoldshöhe.
Die zwei Kinder-, Jugend- und Kulturzentren Leos im Schul- und Sportzentrum in Leopoldshöhe und das GreAse im südlichen Ortsteil Greste bieten ein umfangreiches außerschulisches Programm der Kinder- und Jugendbildung und ein großes freizeitpädagogisches Angebot der offenen Kinder- und Jugendarbeit an. Zusätzlich wurde im Januar 2009 im Leos das neue FamilienServiceBüro eingerichtet, das Anlauf- und Informationspunkt für Eltern, Kindern und Jugendlichen ist.

### Bildung

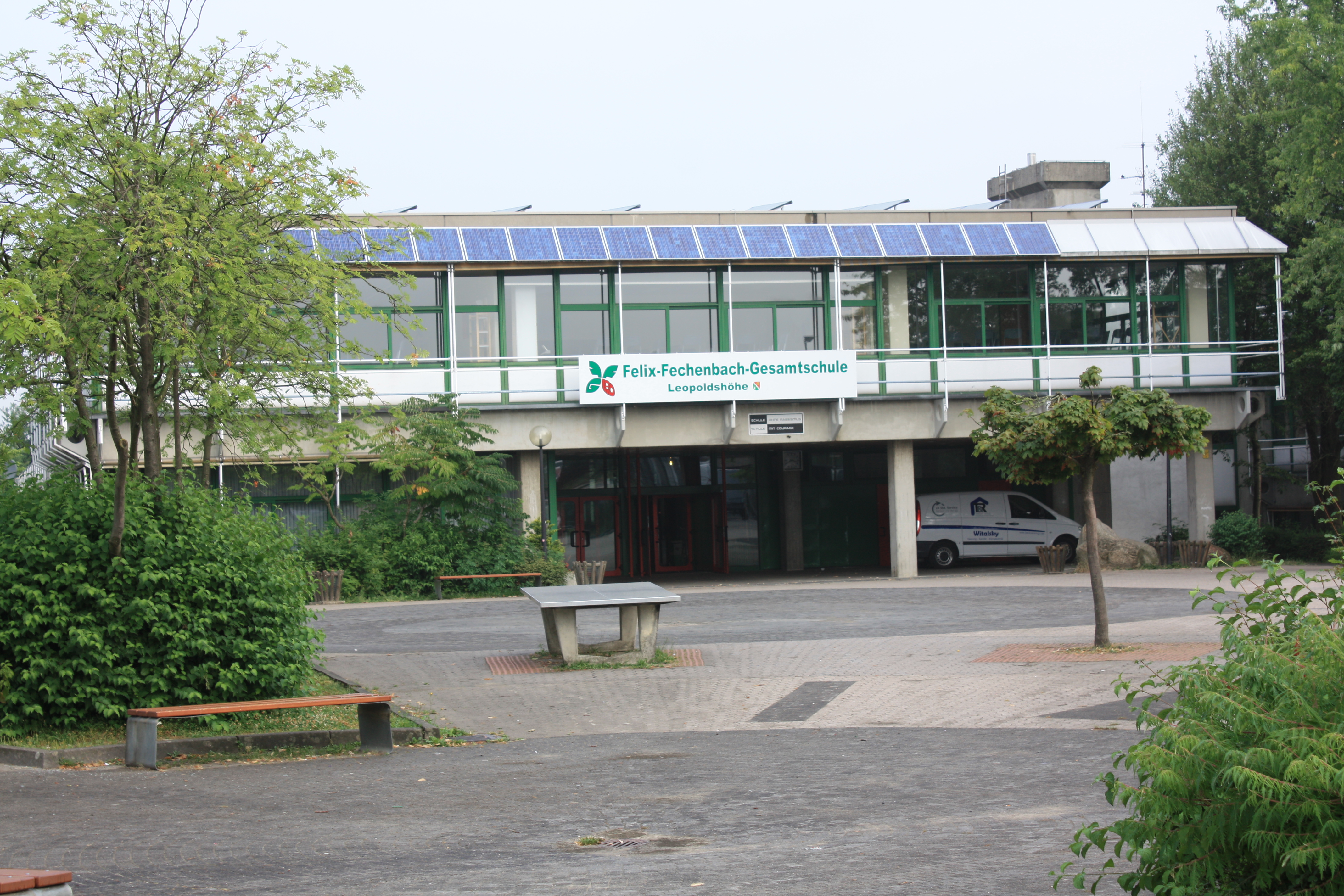
Felix-Fechenbach-Gesamtschule

Für die frühkindliche Bildung stehen in Leopoldshöhe acht Kindertageseinrichtungen zur Verfügung. Die Hälfte davon ist in Trägerschaft der Gemeinde, die übrigen werden von der AWO, dem DRK und der evangelisch-reformierten Kirchengemeinde Asemissen/Bechterdissen getragen.
Die Gemeinde ist Trägerin der Grundschule Nord, der Grundschule Asemissen und der Felix-Fechenbach-Gesamtschule. Für weitere Schulformen müssen die Angebote der umliegenden Städte Bad Salzuflen, Lage, Oerlinghausen und Bielefeld in Anspruch genommen werden. Im Rahmen eines Schulverbandes teilt sich die Gemeinde Leopoldshöhe mit der Stadt Oerlinghausen die Kosten der dortigen Fröbelschule, einer Förderschule mit dem Förderschwerpunkt „Lernen“ in der Primarstufe und Sekundarstufe I. Im Jahr 2007 wurden an den allgemeinbildenden Schulen der Gemeinde mit 114 Lehrkräften insgesamt 1.751 Schüler unterrichtet, davon 43 Prozent an den Grundschulen und 57 Prozent an der Gesamtschule.
Leopoldshöhe ist Mitglied im Volkshochschulverband Lippe-West (mit Augustdorf, Lage, Oerlinghausen), der im Ort eine Geschäftsstelle unterhält.

### Ansässige Unternehmen
Der Ort ist durch kleinere und mittlere Unternehmen und Handwerksbetriebe geprägt. Schwerpunkte sind das kunststoffverarbeitende Gewerbe und der Maschinenbau. Die wichtigsten Arbeitgeber in Leopoldshöhe sind:
- Häfner & Krullmann GmbH, Kunststoffverarbeitung. Über 200 Mitarbeiter stellen an über 60 Spritzgießmaschinen Spulen, Umweltschutzprodukte und Technische Kunststoffartikel her.[51]
- W. von Borries-Eckendorf GmbH & Co. KG, Saatgut. Das Züchterhaus ist Gesellschafter der Saaten-Union GmbH und züchtet seit 1849 Saatgut für Nutzpflanzen.
- BE Bauelemente GmbH, Schüco Kunststofffenster- und Türenhersteller, unterhält seit 2006 ca. 400 Mitarbeiter im Werk in Greste.

## Persönlichkeiten

### Söhne und Töchter der Gemeinde
- Dora Hohlfeld (1860–1931), Schriftstellerin
- Wilhelm Werdelmann (1865–1919), Architekt
- Heinrich Hunke (1902–2000), Reichstagsabgeordneter der NSDAP, Vorsitzender des Werberates der deutschen Wirtschaft, NSDAP-Gauwirtschaftsberater und Ministerialdirigent
- Martin Schumacher (1937–2024), Physiker
- Michael Kindsgrab (* 1964), Deutscher Botschafter
- Ralph Ruthe (* 1972), Cartoonist, Comiczeichner, Autor und Musiker[52]
- Richard von der Schulenburg (* 1974), Keyboarder

### Persönlichkeiten, die mit Leopoldshöhe in Verbindung stehen
- Ilse Häfner-Mode (1902–1973), Malerin
- Bernd Stehmann (* 1965), Neonazi
- Daniel Kokott, Rechtsextremist